# River Oaks (Texas)
River Oaks es una ciudad ubicada en el condado de Tarrant en el estado estadounidense de Texas. En el Censo de 2010 tenía una población de 7427 habitantes y una densidad poblacional de 1.433,07 personas por km².

## Geografía
River Oaks se encuentra ubicada en las coordenadas 32°46′36″N 97°23′54″O / 32.77667, -97.39833. Según la Oficina del Censo de los Estados Unidos, River Oaks tiene una superficie total de 5.18 km², de la cual 5.18 km² corresponden a tierra firme y (0%) 0 km² es agua.

## Demografía
Según el censo de 2010, había 7427 personas residiendo en River Oaks. La densidad de población era de 1.433,07 hab./km². De los 7427 habitantes, River Oaks estaba compuesto por el 78.31% blancos, el 0.93% eran afroamericanos, el 1.04% eran amerindios, el 0.66% eran asiáticos, el 0% eran isleños del Pacífico, el 16.79% eran de otras razas y el 2.28% pertenecían a dos o más razas. Del total de la población el 48.61% eran hispanos o latinos de cualquier raza.